# Don Benito (Gerichtsbezirk)
Der Gerichtsbezirk Don Benito ist einer der 14 Gerichtsbezirke in der Provinz Badajoz.
Der Bezirk umfasst 9 Gemeinden auf einer Fläche von 1.086,90 km² mit dem Hauptquartier in Don Benito.

## Gemeinden
| Gemeinde                  | Einwohner (2024) | Fläche km² | Dichte Einw./km² | Cod INE | Postleitzahl |
| ------------------------- | ---------------- | ---------- | ---------------- | ------- | ------------ |
| Cristina                  | 547              | 15,81      | 35               | 06041   | 06479        |
| Don Benito                | 37.728           | 561,69     | 67               | 06044   | 06400        |
| Guareña                   | 6.649            | 238,34     | 28               | 06060   | 06470        |
| Manchita                  | 737              | 38,23      | 19               | 06079   | 06478        |
| Medellín                  | 2.237            | 64,96      | 34               | 06080   | 06411        |
| Mengabril                 | 491              | 43,81      | 11               | 06082   | 06413        |
| Rena                      | 613              | 10,78      | 57               | 06111   | 06715        |
| Santa Amalia              | 3.920            | 73,59      | 53               | 06120   | 06410        |
| Valdetorres               | 1.135            | 39,69      | 29               | 06138   | 06474        |
| Gerichtsbezirk Don Benito | 54.057           | 1.086,90   | 50               | –       | –            |